# Lacauneschaap

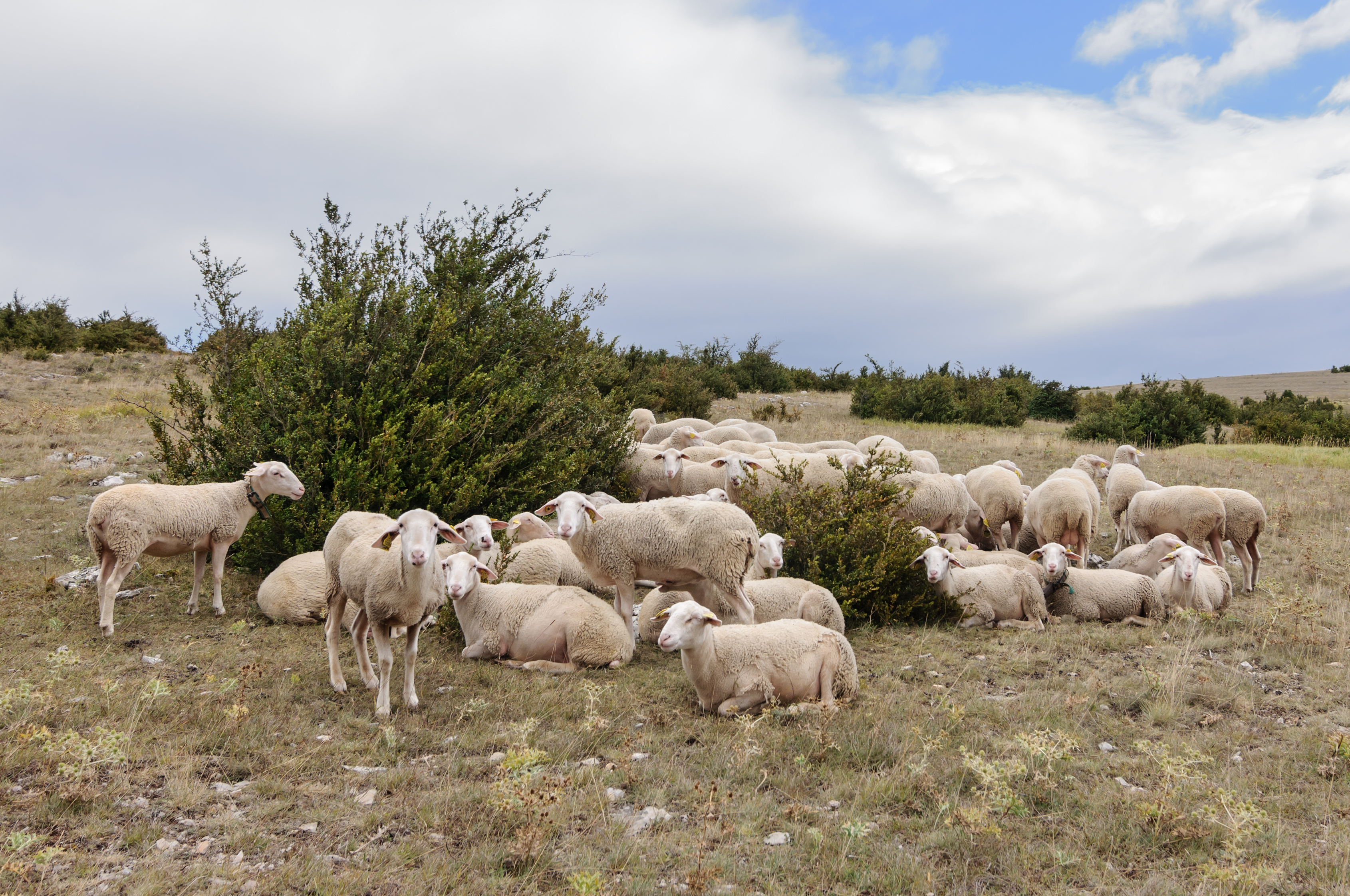
Laucaneschapen

Het Lacauneschaap is een schapenras afkomstig uit Lacaune, in het zuiden van Frankrijk. De schapen worden vooral gehouden voor de melk en spelen een belangrijke rol bij de productie van Roquefort.